# Cimetière des éléphants
Pour l’article homonyme, voir Le Cimetière des éléphants.

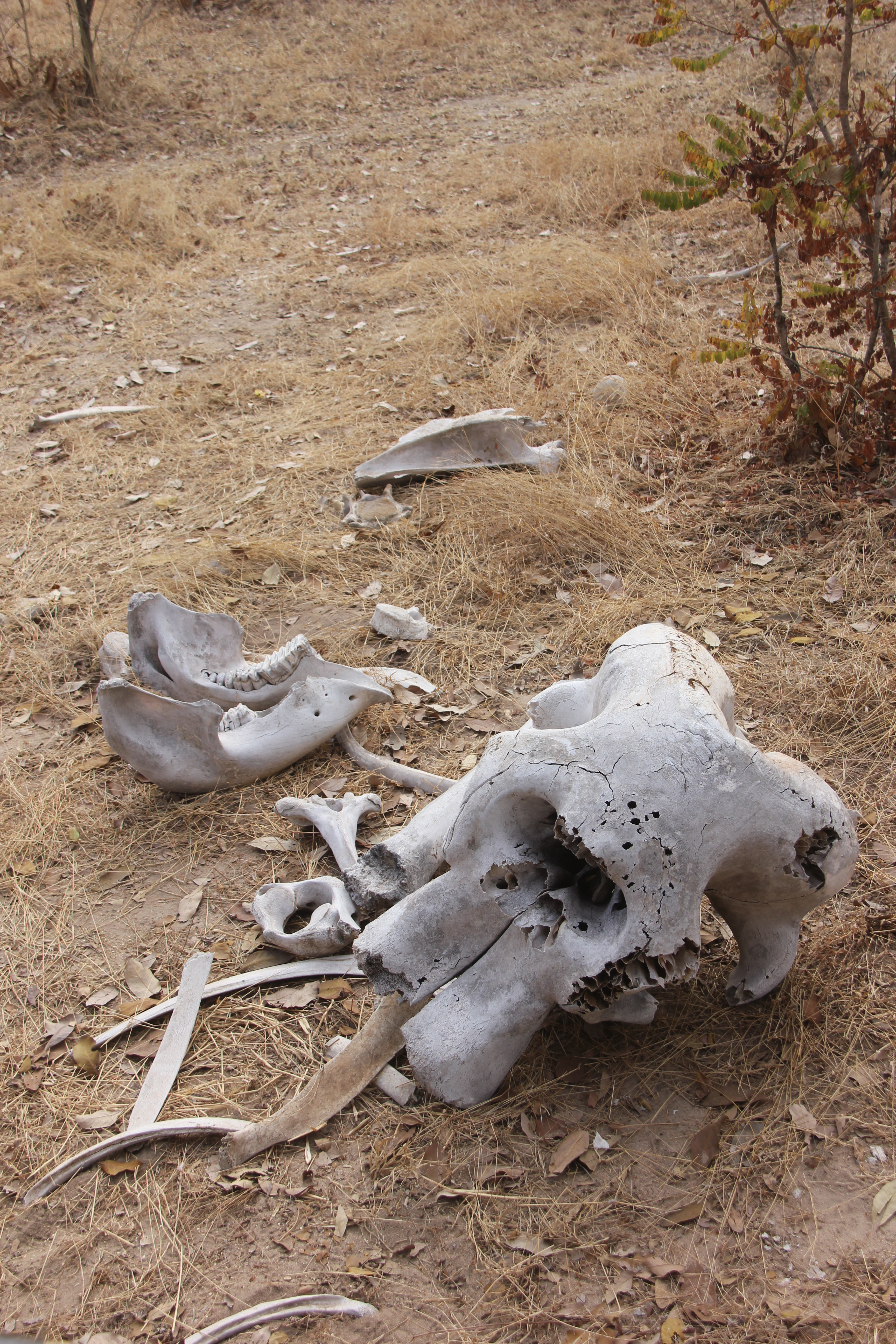
Un crâne d'éléphant en Tanzanie.

Le cimetière des éléphants est un endroit où, selon une croyance européenne apparue au XIXe siècle mais infirmée depuis par les zoologues, les éléphants d’Afrique se rendent d’eux-mêmes pour mourir. Fondée sur la découverte fortuite de groupes de squelettes et certaines similitudes entre le comportement des éléphants et celui des hommes, nourrie par l’attrait pour l’ivoire, cette croyance a marqué l’imagination et la culture populaires (fiction, cinéma, jeux, dessin animé, chanson) et fasciné les chasseurs d'ivoire nombreux du milieu du XIXe siècle au milieu du XXe siècle. L’expression cimetière des éléphants est parfois employée de façon métaphorique pour évoquer le déclin ou la mise au rebut de personnes ou d’objets jadis valorisés.

## Origine
Ce mythe, déjà mentionné par David Livingstone, est probablement né de la découverte de squelettes groupés dans des lieux fréquentés par des éléphants âgés. Enrico Bruhl a émis l’hypothèse que les découvertes paléontologiques de fossiles en grand nombre, comme les 27 Elephas antiquus de Saxe-Anhalt, avaient encouragé cette croyance.
Ces derniers pourraient avoir été victimes de chasseurs car leurs défenses avaient disparu.
Pour expliquer ces regroupements, certains chercheurs proposent que les éléphants vieillissants ont un état physique et des besoins alimentaires spécifiques qui les poussent à se rassembler dans des lieux adaptés. Ils recherchent la proximité des points d’eau ou des marécages où la nourriture est plus abondante ou plus tendre à mâcher pour leurs molaires usées (chaque molaire se renouvelant en moyenne une fois tous les 10 ans et au maximum quatre à six fois au cours de leur vie, les éléphants âgés ont les lamelles de ces dents très usées). Christian Zuber propose que l’eau boueuse pourrait soulager leurs souffrances et leurs caries. Rupert Sheldrake, pour sa part, pense que les éléphants souffrant de malnutrition cherchent à s’abreuver abondamment, ce qui peut au contraire aggraver leur état en diluant le glucose sanguin. En tout état de cause, mourant souvent de vieillesse ou de maladie à proximité de réserves d’eau ou d’étendues boueuses, leur cadavre finit par disparaître. Cela expliquerait la relative rareté des restes d’éléphants remarquée par les chasseurs d’ivoire européens, qui a encouragé la croyance en l’existence de cimetières cachés.
Les cimetières d'éléphants pourraient être en relation avec l'existence de chambres à gaz naturelles telles que les « Mazukus » en République démocratique du Congo.

## Interprétation anthropomorphique
Les cultures vivant au voisinage des éléphants reflètent l’opinion d’une ressemblance particulière entre cet animal et l’homme. En ce qui concerne la mort, Pline est le premier auteur européen à mentionner le fait que les éléphants s’attardent longtemps auprès de la dépouille d’un membre du groupe. Leur intérêt pour les ossements et les défenses de leurs congénères a été confirmée par une recherche de 2005. Cette vision anthropomorphique donne du poids au mythe du cimetière des éléphants, qui peut devenir une allégorie de la mort volontaire et du chemin suivi pour mourir seul et digne, choisi par certaines cultures nord-amérindiennes, par exemple. Les ancêtres, sentant la mort arriver, s'isolaient de leur groupe afin de mourir seul en paix, souhaitant garder toute leur dignité et laisser une image belle et noble, mais aussi voulant épargner à leur famille le fardeau d'un être grabataire. Dans d’autres cultures par contre, la mort est le plus souvent traitée comme un acte partagé par un groupe ; on meurt en famille, mais aussi dans des lieux collectifs (mouroir ou hôpital).
Dans le commentaire politique l'expression cimetière des éléphants est utilisée pour désigner des institutions, fonctions ou des rôles qui abritent les activités de personnages publics en fin de carrière.
Dans l'administration, les hauts fonctionnaires affectés en fin de carrière dans les services d'inspection sont souvent présentés comme étant au "cimetière des éléphants".

## Autres acceptions

### Littérature
Le cimetière des éléphants est un sujet évoqué dans de nombreux ouvrages de fiction.
- Une des deux versions du conte Sinbad le marin montre le héros sur une île, où il est amené par des éléphants dans leur cimetière.
- Une nouvelle de Rudyard Kipling, intitulée Toomai des Éléphants (en) (1893) et incluse dans Le Livre de la jungle, est fondée sur l'existence réelle d'un cimetière d'éléphants.
- Dans Le Mammouth Bleu, roman de Luc Alberny (1935), la grotte de Fauzan, dans le sud de la France, est une nécropole de mammouths. Celle-ci est d'ailleurs clairement comparée par un savant à un cimetière des éléphants : selon lui, tous deux seraient des preuves de l'intelligence avancée de ces deux animaux.
- Le plus notable en français est Le Cimetière des éléphants, récit autobiographique d’Henry de Monfreid (1952).

### Bande dessinée
La bande dessinée y fait aussi référence, notamment :
- dans le deuxième tome de Freddy Lombard, Le Cimetière des éléphants (1984) ;
- dans une histoire de Picsou intitulée Oncle Picsou se trompe d'éléphant ! (Picsou Magazine no 156, 1985) ;
- dans Astérix chez Rahàzade (1987) ;
- dans le premier tome de Donjon Crépuscule, Le Cimetière des dragons (1999) ;
- enfin, un tome de Lou ! s'intitule Le Cimetière des autobus (2006) en référence.

### Musique
Dans la musique, Le Cimetière des éléphants (1982) est le nom d'un album et d'une chanson d’Eddy Mitchell.

### Cinéma
Le cinéma y fait référence, notamment :
- Trader Horn (1931) ;
- Tarzan (1932)
- Le Roi lion, film d'animation de 1994.

### Jeu vidéo
Le jeu vidéo World of Warcraft l'évoque à travers le « cimetière des kodos » ; de plus, la région appelée Désolation des Dragons est réputée être le lieu où les dragons d'Azeroth se rendent pour y mourir.

### Jeu de société
Dans le jeu de cartes Magic : L'Assemblée, une carte de l'édition Arabian Nights dessinée par l'artiste Rob Alexander porte le nom «  Elephant Graveyard  ».

### Internet
Le youtubeur lyonnais Bassem Braïki a popularisé cette expression pour désigner péjorativement les femmes, généralement de plus de 27 ans, mariées, puis divorcés et ayant des enfants, et "qui cherchent à rattraper le temps perdu", en utilisant les réseaux sociaux, ou en adoptant des comportements d'adolescentes. Lors de ses émissions en live sur YouTube, il utilise un bruitage de cri d'éléphant lorsqu'une intervenante décrit ce profil en se présentant.